# Tétanospasmine
La  tétanospasmine (toxine tétanique, TeNT, toxine spasmogénique, TeTx) est la principale exotoxine produite par Clostridium tetani, la bactérie responsable du tétanos. Elle est extrêmement neurotoxique.
Numéro d'accession GenBank de la protéine sur PubMed : AAK72964

## Historique
- 460-377 av. J.-C. : description du tétanos par Hippocrate, entre autres dans le livre V des épidémies
- Ier siècle : étude des différents traitements du tétanos par Aulus Cornelius Celsus
- Description clinique du tétanos par Arétée de Cappadoce (81-138 apr. J.-C.)
- XVIe siècle : étude du trismus par Ambroise Paré (1509-1590)
- XVIIIe siècle : publication sur le tétanos par Trinka de Krzowitz
- XIXe siècle : hypothèse d’une origine musculaire au tétanos, Aristide Auguste Verneuil (1823-95) et Edmé Félix Alfred Vulpian (1826-87)
- 1854 : Sir James Young Simpson (1811-70) affirme que le tétanos est provoqué par une plaie
- 1884 : Antonio Carle et Georgio Rattone démontrent que le tétanos est une maladie infectieuse
- 1884 : Arthur Nicolaier observe au microscope le bacille en forme d’épingle responsable du tétanos et en fait l’étude. Il publiera ses résultats dans le Deutsche Medizinische Wochenschrift la même année, puis en fera sa thèse l’année suivante.
- 1889 : culture et purification du bacille tétanique par Shibasaburo Kitasato
- 1890 : découverte du pouvoir de sécrétion de toxine par le bacille tétanique, Knud Faber (1862-1956)
- 1890 : G. Tizzani et G. Gatani, études des propriétés fondamentales de la toxine tétanique
- 1890 : études par Albert Frankel et Emil von Behring à l’immunisation contre la toxine tétanique
- 1890 : Frankel, Kitasato et Behring publient des travaux sur la sérothérapie
- 1894 : découverte de l’antitoxine tétanique, Behring et Kitasato
- 1897 : Paul Ehrlich (1854-1915), concept de détoxification de la toxine tout en conservant un potentiel antigénique
- 1915 : atténuation des propriétés toxiques de la toxine par formolisation, Eisler et Loewenstein
- 1922 : Gaston Ramon, Vaccins immunisants mais non pathogène : l’anatoxine
- 2005 : publication d'une étude relatant le potentiel thérapeutique de la toxine tétanique, José Aguilera

(Source Lyon Pharmaceutique, 2001)

## Provenance de la tétanospasmine
La tétanospasmine est une exotoxine sécrétée par les spores d’un bacille Gram positif, anaérobie strict, Clostridium tetani. La bactérie se retrouve dans le sol, la vase et dans le tube digestif de l’homme et des animaux. Ses spores peuvent également se retrouver dans l’air et dans l’eau. Certains endroits sont plus susceptibles de contenir Clostridium tetani, par exemple les endroits où il y a présence de chevaux. Malgré leur vaste habitat, il est assez rare maintenant de voir, dans les pays occidentaux, des gens atteints de tétanos et ce grâce à l’immunisation dès la jeune enfance et aux rappels de vaccination qui suivent par la suite.

## Caractéristiques de la toxine
La tétanospasmine est codée dans un plasmide, E88, et est formée de 1310 acides aminés. Synthétisée d’abord sous la forme d’un précurseur inactif composé d’une seule chaîne polypeptidique de 150 kDa. Ce précurseur est ensuite clivé, par des protéases bactériennes, en deux chaînes, une lourde de 100 kDa et une légère de 50 kDa et sont maintenues entre elles par un pont disulfure. La chaîne légère possède des doigts de zinc, lui donnant un pouvoir catalytique. Cette chaîne est en fait une endopeptidase à zinc. La toxine comprend trois sites fonctionnels, deux sur la chaîne lourde et un sur la chaîne légère. Sur la chaîne lourde on retrouve la région carboxy terminale (-COOH), cette région est responsable de la fixation de la toxine aux récepteurs présents sur les neurones. On retrouve également sur cette chaîne la région amino terminale (-NH2) qui quant à elle sert à la pénétration de la toxine à l’intérieur du neurone. La troisième région fonctionnelle consiste en la chaîne légère de la tétanospasmine qui est pour sa part responsable du blocage de la libération des neurotransmetteurs. Cette dernière région est donc essentielle dans les symptômes cliniques, spasmes musculaires et trismus, associés au tétanos.

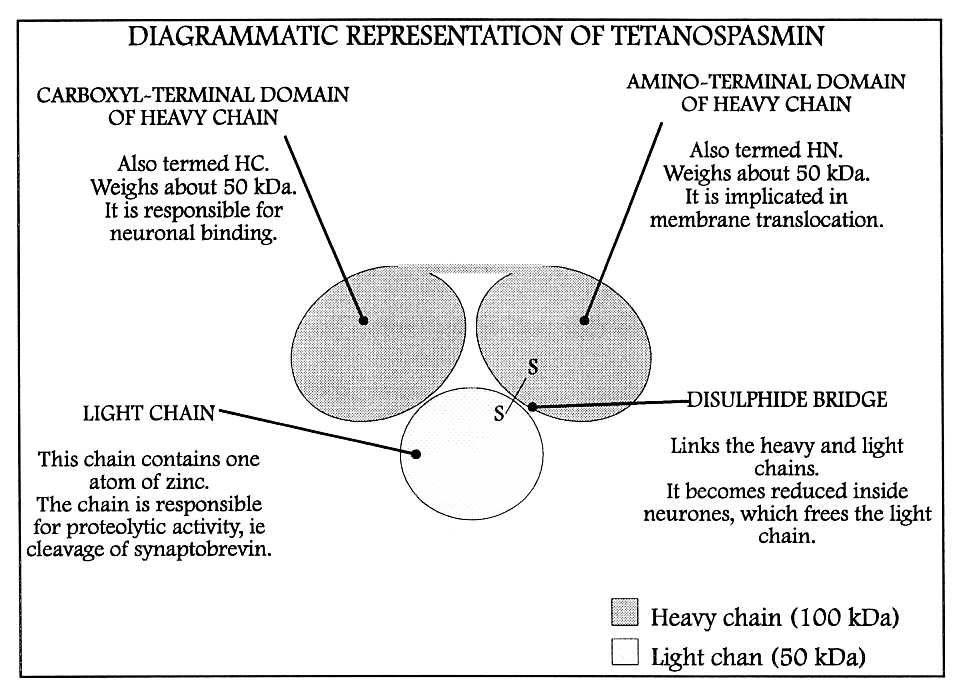
Structure de la tétanospasmine
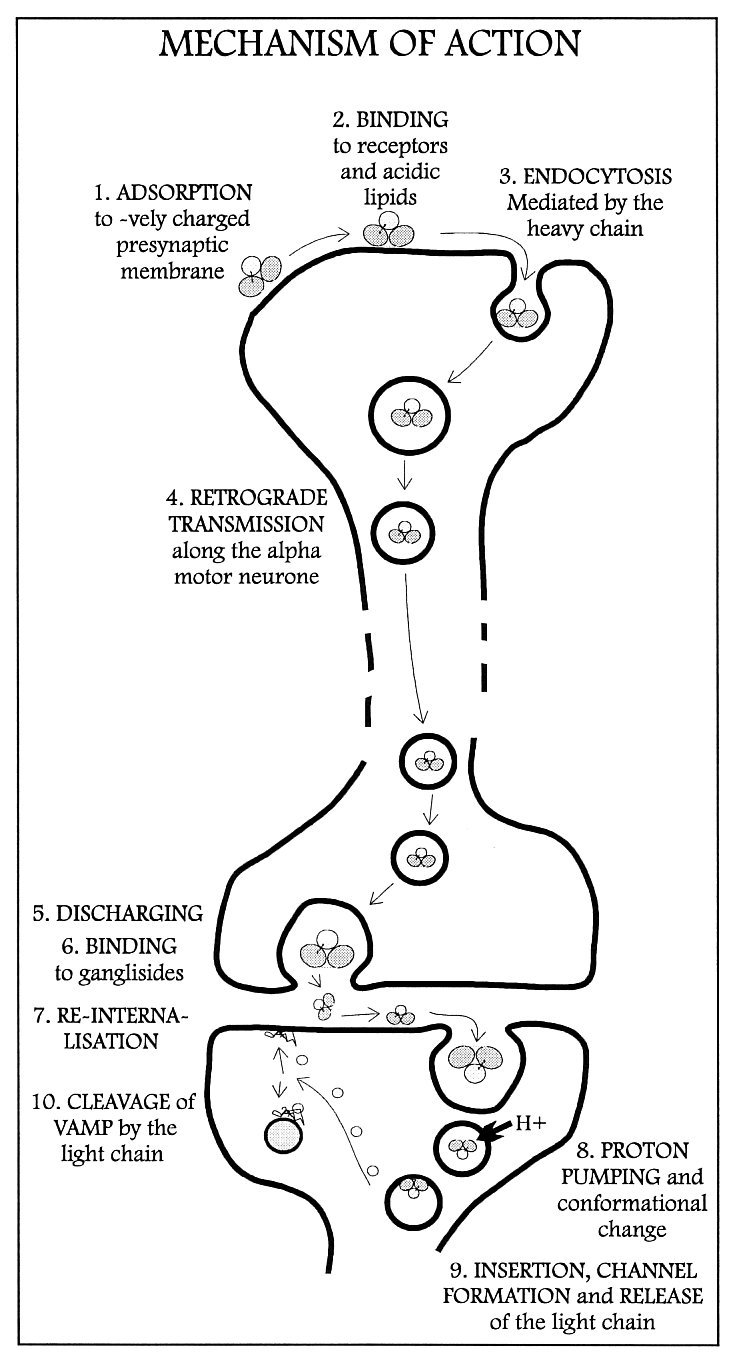
Mécanisme d'action de la tétanospamine

## Voie de signalisation
Lorsqu’un bacille ou une spore de Clostridium tetani parvient à s’introduire à l’intérieur du corps humain par une plaie (qu’elle soit d’ordre majeure ou mineure) et qu’il se retrouve en milieu anaérobie, donc favorable à la germination des spores, à la division bactérienne et donc à la production de toxine, l’activité de la tétanospasmine peut débuter.
D’abord la toxine se rend à une jonction neuromusculaire et s’introduit dans un motoneurone, et rejoint ensuite le système nerveux central par transport axonal rétrograde. Une fois à l’intérieur du système nerveux central la partie C-terminale de la chaîne lourde se fixe au ganglioside, et la partie N-terminale permet l’internalisation de la toxine dans le neurone par endocytose. Une fois à l’intérieur de la vésicule d’endocytose, celle-ci s’acidifie (due à la pompe à H+) et la toxine subit un changement de conformation ayant pour effet le clivage et la sortie de la vésicule de la chaîne légère de la toxine. C’est cette région de la protéine qui est en fait une endopeptidase à zinc et qui possède une activité protéase. Cette chaîne ira cliver la synaptobrévine (VAMP : protéine membranaire associée aux vésicules), empêchant ainsi la fusion des vésicules synaptiques avec la membrane. Les neurotransmetteurs, GABA et la glycine, ne peuvent donc pas être libérés dans la fente synaptique et restent prisonniers de leur vésicule, empêchant l’inhibition des réflexes moteurs. Cette perte d'inhibition a pour conséquence la symptomatique du tétanos que l'on connaît bien, c'est-à-dire la contraction continue des muscles, connu sous le nom de trismus.

## Traitement contre la toxine
Bien qu'une antitoxine existe, le meilleur traitement pour neutraliser la tétanospasmine demeure la prophylaxie, car l'anatoxine ne peut se fixer qu'aux toxines libres. Une fois qu'elle est fixée à un récepteur, la tétanospasmine est hors d'atteinte. C'est pourquoi il faut agir rapidement lorsqu'on suspecte un cas de tétanos.
Le traitement consécutif à une infection à Clostridium tetani est composé d'antibiotiques, d'immunoglobuline humaine antitétanique, d'une surveillance étroite concernant de possible détresse respiratoire, qui souvent se resoud par une trachéotomie. Malheureusement, la mort est souvent l'issue en présence d'un patient n'ayant pas été immunisé antérieurement et présentant une infection au tétanos ; selon une étude entre 2003 et 2007, la mortalité était d'environ 30 % au CHU d'Abidjan.

## Potentiel thérapeutique
Une équipe de recherche de l’université autonome de Barcelone, menée par José Aguilera, a découvert des propriétés thérapeutiques à la toxine tétanique. Il semblerait que l’on pourrait éventuellement traiter des maladies comme la dépression, l’anorexie ou le Parkinson grâce à la tétanospasmine. En modifiant la toxine, tout en préservant son pouvoir pénétrant et affectant du système nerveux central et en lui enlevant son côté pathogène, on obtient une molécule qui aurait le potentiel d’inhiber le transport de la sérotonine à travers les synapses. Après étude ils se sont rendu compte que la molécule était plus efficace tant sur le plan de la sélectivité que sur le plan de la durée d’action que les médicaments actuellement utilisés, tel le Prozac, dans le traitement des troubles de l’humeur.
Ces chercheurs ont aussi constaté que le fragment C-terminal de la chaîne lourde de la protéine possédait un effet protecteur sur les neurones en renforçant et en protégeant les cellules neuronales. Il pourrait donc être possible d’employer ces propriétés afin de traiter certaines maladies neurodégénératives tel l’Alzheimer ou le Parkinson. Même si l’on en est encore au stade de recherche fondamentale, ces applications semblent fort prometteuses.